# Тамбакунда (область)
Тамбакунда (фр. Tambacounda) — область в Сенегалі. Адміністративний центр - місто Тамбакунда. Площа - 42 706 км², населення - 648 100 чоловік (2010 рік).

## Географія
На південному заході межує з областю Колда, на північному заході з областю Кафрин, на півночі з областю Матам, на південному сході з областю Кедугу, на заході з Гамбією, на північному сході з Мавританією, на сході з Малі, на півдні з Гвінеєю. Через область протікає річка Гамбія.
Тамбакунда є найбільшою областю Сенегалу. В 2008 році на території її південно-східних районів була створена нова область - Кедугу. У Тамбакунді, а також у сусідній області Кедугу розташований національний парк Ніоколо-Коба.

## Адміністративний поділ
Адміністративно область поділяється на 4 департаменту:
- Бакель
- Гудірі
- Кумпентум
- Тамбакунда

## Населені пункти
- Бакель
- Гудірі
- Кумпентум
- Малем-Ніані

## Економіка
Основою економіки Тамбакунди є сільське господарство, на великих плантаціях вирощуються головні місцеві культури - бавовна та арахіс.